# Hans Gerschwiler
Hans Gerschwiler (ur. 21 czerwca 1921 w Winterthur, zm. 27 września 2017 w Pinehurst) – szwajcarski łyżwiarz figurowy, startujący w konkurencji solistów. Wicemistrz olimpijski z St. Moritz (1948), mistrz świata (1947), mistrz Europy (1947) oraz pięciokrotny mistrz Szwajcarii (1938, 1939, 1946–1948). 
Był pierwszym zdobywcą złotego medalu mistrzostw świata w łyżwiarstwie figurowym dla Szwajcarii w historii oraz drugim medalistą olimpijskim dla swojego kraju w tej dyscyplinie (po brązowym medalu Georgesa Gautschiego w 1924 roku).

## Osiągnięcia
| Zawody                 | 1938           | 1939           | 1946           | 1947           | 1948           |                |                |                |                |                |                |                |                |                |                |                |                |
| Międzynarodowe         | Międzynarodowe | Międzynarodowe | Międzynarodowe | Międzynarodowe | Międzynarodowe | Międzynarodowe | Międzynarodowe | Międzynarodowe | Międzynarodowe | Międzynarodowe | Międzynarodowe | Międzynarodowe | Międzynarodowe | Międzynarodowe | Międzynarodowe | Międzynarodowe | Międzynarodowe |
| ---------------------- | -------------- | -------------- | -------------- | -------------- | -------------- | -------------- | -------------- | -------------- | -------------- | -------------- | -------------- | -------------- | -------------- | -------------- | -------------- | -------------- | -------------- |
| Igrzyska olimpijskie   |                |                |                |                | 2              |                |                |                |                |                |                |                |                |                |                |                |                |
| Mistrzostwa świata     |                |                |                | 1              | 2              |                |                |                |                |                |                |                |                |                |                |                |                |
| Mistrzostwa Europy     |                | 5              |                | 1              | 2              |                |                |                |                |                |                |                |                |                |                |                |                |
| Krajowe                |                |                |                |                |                |                |                |                |                |                |                |                |                |                |                |                |                |
| Mistrzostwa Szwajcarii | 1              | 1              | 1              | 1              | 1              |                |                |                |                |                |                |                |                |                |                |                |                |